# József Attila lakótelep
József Attila lakótelep is een deel van de stad Békéscsaba in het Hongaarse comitaat Békés. József Attila lakótelep telt ca. 22 000 inwoners.